# 血尿
血尿（hematuria）是尿液中含有超过正常量红细胞的现象。根据程度可分为肉眼血尿和镜下血尿；当尿液中含有少量红细胞时，肉眼无法识别，仅在实验室检查时才能发现，称为镜下血尿（microscopic hematuria），通常离心沉淀后的尿液镜检每高倍视野有红细胞3个以上；如果含有大量红细胞（一般认为每升尿含超过1mL鲜血时），则肉眼可以见到异常颜色，此时即为肉眼血尿（gross hematuria）。仅为红细胞超标的尿液异常，称为单纯性血尿。
大規模的篩檢顯示初檢有將近40%的人會發現有顯微血尿，而其中複檢後有3成多就正常了，換算一下，即有將近 15% 的人檢驗會有暫時性的血尿。

## 病因
大约98％的血尿是泌尿系统疾病所致，且多数泌尿系统疾病，如肿瘤、结石、外伤、梗阻和感染等均可伴有血尿。约2％的血尿是全身性疾病或泌尿系统邻近器官病变所致。

### 泌尿系统疾病
- 肾小球疾病
- 间质性肾炎
- 肾血管性疾病
- 尿路感染
- 泌尿系结石
- 泌尿系畸形
- 泌尿系肿瘤

### 泌尿系统邻近器官疾病
- 生殖系统感染
- 生殖系统肿瘤
- 急性阑尾炎
- 大肠癌

### 全身性疾病
- 感染性疾病：流行性出血热、钩端螺旋体病、丝虫病、猩红热、感染性心内膜炎、败血症等。
- 血液系统疾病
- 自體免疫性疾病
- 高血压

### 功能性血尿
突然大运动量时，平时较少运动的正常人可能出现运动性血尿。

## 临床表现

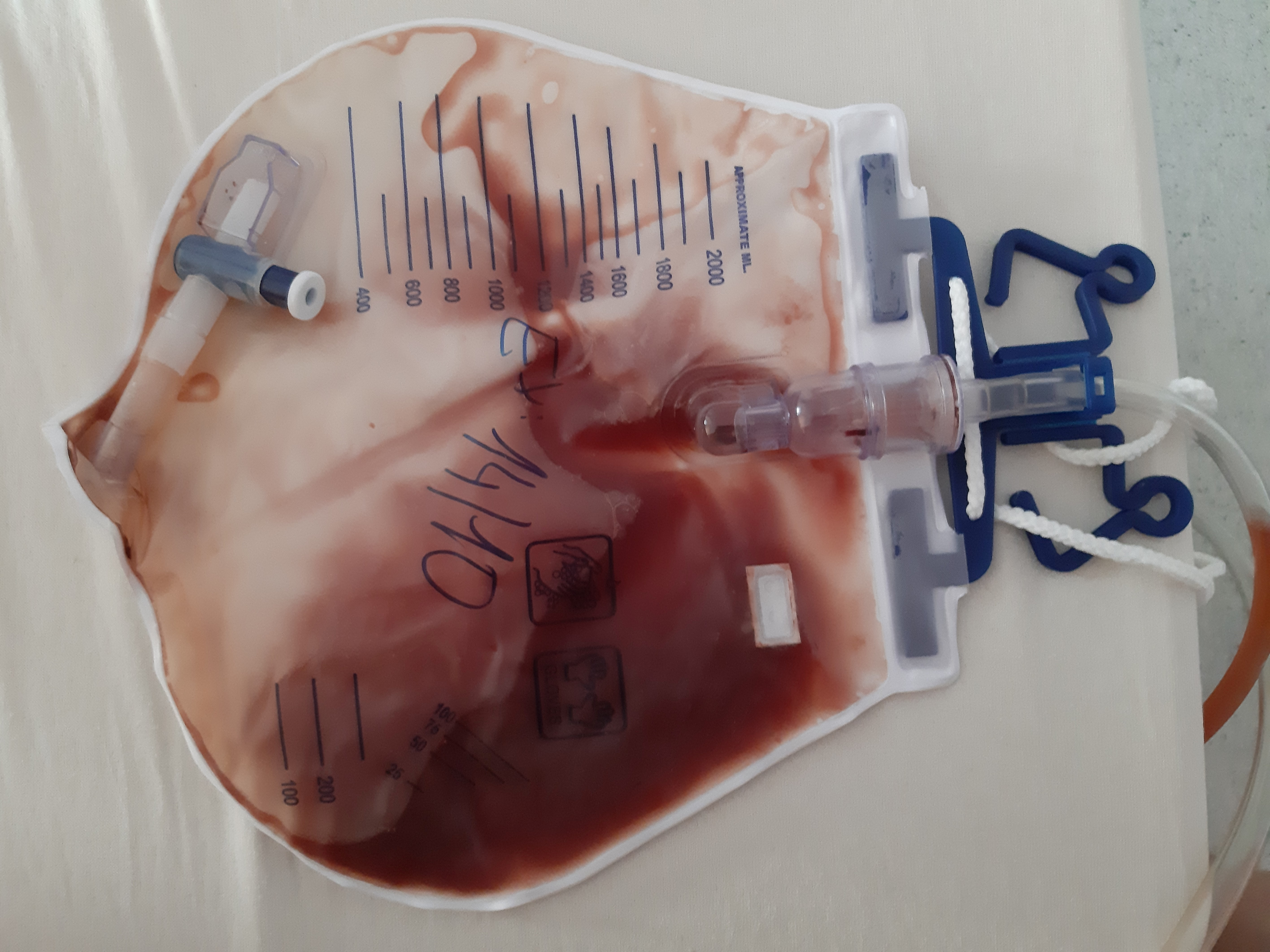
肾后血尿：由于尿道和前列腺受损，尿液中含有血液。

- 尿液颜色改变：见于肉眼血尿。如果出血位置靠近下尿道，如膀胱或前列腺的出血，则尿色较鲜红，甚至带有血凝块。
- 分段尿异常：行尿三杯试验，全程血尿提示病变在肾脏、输尿管；起始段血尿提示病变在尿道；终末段血尿提示病变在膀胱、前列腺、精囊腺。

## 伴随症状
- 伴肾绞痛：肾结石、输尿管结石。
- 伴尿流突然中断：膀胱结石、尿道结石。
- 伴尿细流、排尿困难：前列腺炎、前列腺癌。
- 伴尿路刺激征：泌尿系感染。
- 伴蛋白尿、水肿、高血压：称肾炎综合征，见于多种肾小球疾病。
- 伴肾肿块：肾积水、肾囊肿、肾畸形、肾肿瘤等。
- 伴乳糜尿：丝虫病、慢性肾盂肾炎。
- 伴其它部位出血：某些感染性疾病、血液病。

## 尿红细胞检查
- 数量：
  - 沉渣法：玻片法＞3个/HP，定量计数＞5个/μL。
  - Addis计数：＞10×104个/3h，＞50×104个/12h。
- 形态：
  - 畸形红细胞＞80％，提示肾小球源性血尿。
  - 畸形红细胞＜50％，提示非肾小球源性血尿。
- 近年来有人将自动血细胞分类计数仪应用于尿液细胞学检查，提出＞1×104个/mL为血尿；平均红细胞体积在58.3±16.35fL的，为肾小球性血尿；平均红细胞体积在112.5±14.45fL的，为非肾小球性血尿。

## 鉴别诊断
- 假性血尿：月经血、阴道流血、痔出血等其它部位出血污染。
- 血红蛋白尿：尿中含有血红蛋白，呈红葡萄酒色、茶色、暗红色或酱油色，尿潜血试验阳性。鉴别点：镜检红细胞数未达到血尿标准，或明显不相称。
- 肌红蛋白尿：常有肌肉损伤病史或临床表现，尿呈红葡萄酒色、茶色、暗红色或酱油色，尿潜血试验阳性。鉴别点：镜检红细胞数未达到血尿标准，或明显不相称。
- 卟啉尿：尿呈红色，或尿液颜色正常但放置或日晒后呈红色或葡萄酒色。鉴别点：潜血试验阴性，镜检红细胞数未达到血尿标准。
- 其它色素引起的红色尿：鉴别点：明确的食用特殊药物、食物史（如紅肉火龍果、甜菜）；潜血试验阴性，镜检红细胞数未达到血尿标准。